# Schloss Wiesen

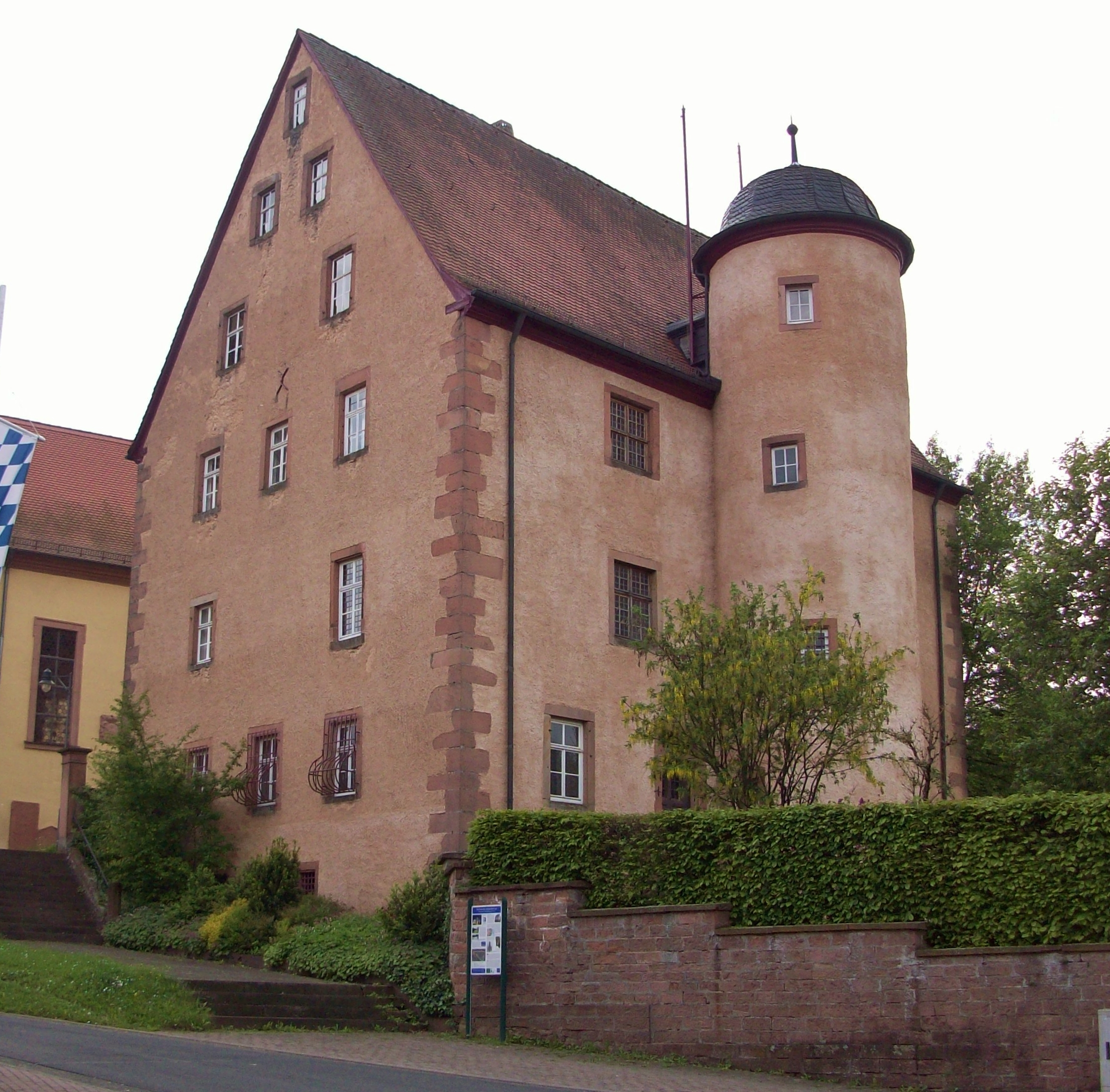
Schloss Wiesen

Das Schloss Wiesen ist ein ehemaliges, im Übergang vom Spätmittelalter zur Neuzeit erbautes Jagdschloss im unterfränkischen Wiesen im Landkreis Aschaffenburg in Bayern. Es wurde unter dem Mainzer Kurfürsten Wolfgang von Dalberg 1597 erbaut.

## Architektur
Das Schloss Wiesen ist ein dreigeschossiger Steinbau mit unterschiedlichen Fensterachsen und einem steilen dreigeschossigen Giebeldach und hat nördlich einen angebauten Treppenturm bis auf halbe Dachhöhe mit barocker Haube. Der Turm hat einen eigenen direkten Zugang von außen. Daneben befindet sich die Freitreppe zum Haupteingang, der von einem Wappen gekrönt ist. Zur Nordostecke weist der Schlossbau einen weiteren gewölbten Eingang auf, der wohl zum noch ursprünglichen Gewölbekeller der Vorgängerbauten führt.
Die strategische Lage von Wiesen am Kreuzungspunkt zweier Alt- und Fernhandelswege (Birkenhainer Straße, Eselsweg) mögen eine große Rolle gespielt haben, dass die Kurmainzer den Ort ausbauten. Nicht unerheblich dürfte auch der Prozess der Rekatholisierung im Spessart und der Anlage eines befestigten Punktes zur Entscheidung des Schlossausbaus beigetragen haben.
Durch Untersuchungen an den Grundmauern sowie Ofenkachel- und Münzfunden aus dem 12., 13. und 16. Jahrhundert scheint bewiesen, dass es zwei Vorgängerbauten gab. Die Grafen von Rieneck bewohnten vermutlich im 14. und 15. Jahrhundert ein aufwändig ausgestattetes Vorgängerbauwerk. Das Schloss ist heute im Privatbesitz und wird vom Eigentümer, dem Aschaffenburger Kieferorthopäden Ingo Gräfling, restauriert und ausgebaut. 2002 wurde ihm dafür der Förderpreis des Bezirks Unterfranken zur Erhaltung historischer Bausubstanz zuerkannt.

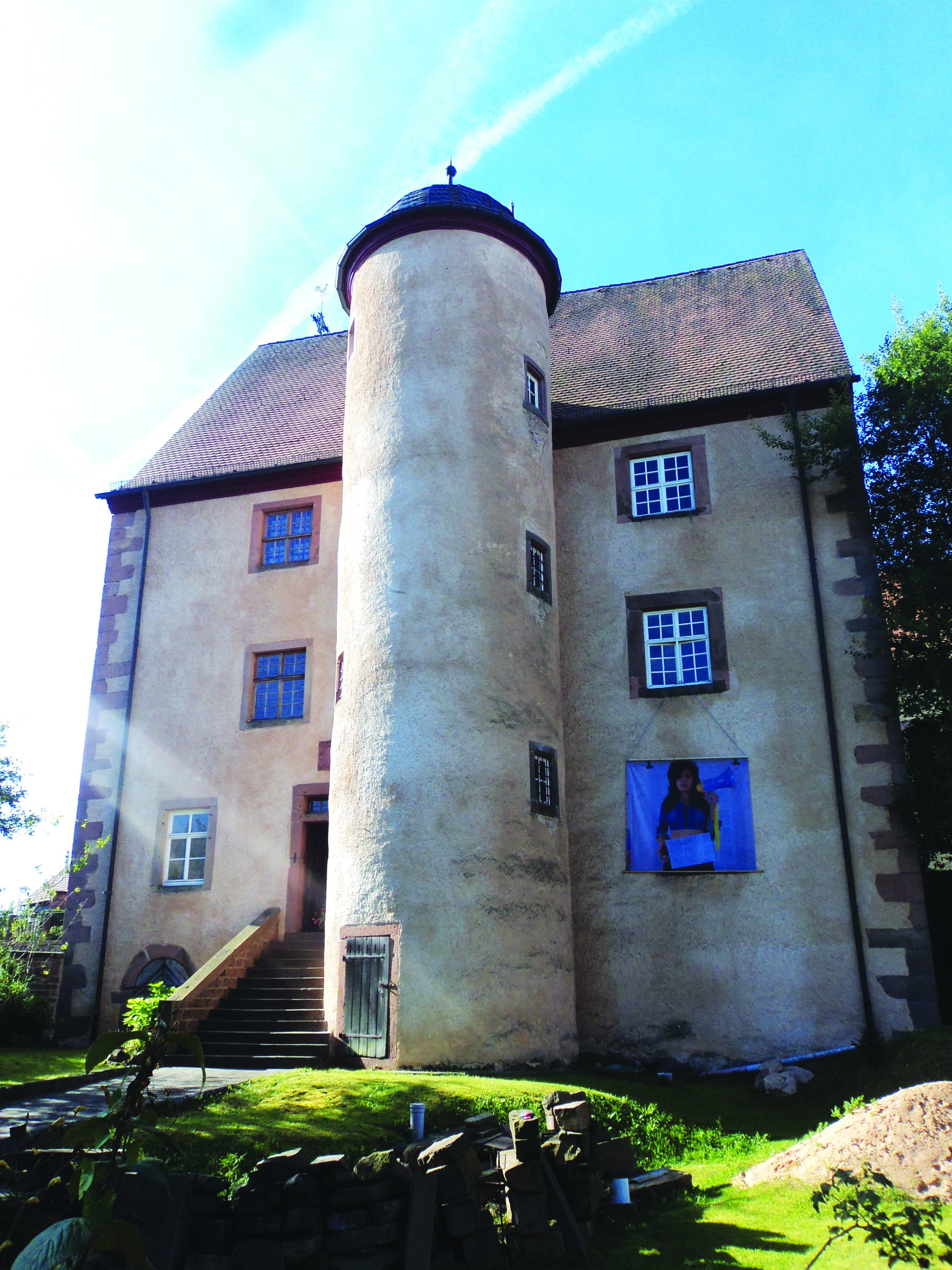
Das Schloss zur Ausstellung des Kunstvereins

Das Gebäude steht unter Denkmalschutz (D-6-71-162-7).
Neben dem ehemaligen Schloss steht die barocke Pfarrkirche St. Jakobus, ein einschiffiger Saalbau von 1724 mit drei Altären und Kanzel aus der Entstehungszeit. Beide Gebäude auf einer leichten Anhöhe geben dem Ort ein barock geprägtes Ensemble.

## Kunstverein
In den leerstehenden Räumen des Schlosses veranstaltet seit 2012 zum Tag des Denkmals der Frankfurter Kunstsammler Friedrich Gräfling Ausstellungen mit internationalen, sowohl etablierten, als auch jungen Künstlern. Dazu gründete er zusammen mit der Kunsthistorikerin Johanna Stemmler 2014 den Kunstverein Wiesen, der etwa 50 Mitglieder hat.